# Marie-Caroline de Bourbon-Siciles (1856-1941)
Pour les articles homonymes, voir Marie-Caroline de Bourbon-Siciles et Bourbon-Siciles.
La princesse Maria Carolina Giuseppina Ferdinanda de Bourbon-Deux-Siciles,, en italien : Marie-Caroline Giuseppina Ferdinanda di Borbone, Principessa delle Due Sicilie (21 février 1856, Naples, Royaume des Deux-Siciles – 7 avril 1941, Varsovie) est membre de la Maison de Bourbon-Siciles par la naissance et une membre de la Famille Zamoyski et la comtesse Zamoyska par son mariage avec le comte Andrzej Przemysław Zamoyski (en).

## Famille
Marie-Caroline est le quatrième enfant et troisième fille du François de Paule de Bourbon-Siciles et de son épouse Marie-Isabelle de Habsbourg-Toscane.

## Mariage et descendance
Marie-Caroline épouse le comte Andrzej Przemysław Zamoyski, fils du comte Stanisław Kostka Andrzej Zamoyski et son épouse Rosa Maria Eva Potocka, le 19 novembre 1885 à Paris. Marie-Caroline et Andrzej ont sept enfants :
- Marie Josepha Zamoyska (23 mai 1887 – 17 février 1961)
- François Joseph Zamoyski (1888-1948)
- Stanislas Zamoyski (1889-1913)
- Marie Isabelle Zamoyska (1891-1957)
- Marie-Thérèse Zamoyska (1894-1953)
- Marie-Caroline Zamoyska (es) (22 septembre 1896 – 13 janvier 1968); a épousé son cousin Rénier de Bourbon-Siciles
- Jean Kanty Zamoyski (17 août 1900 – 28 septembre 1961) a épousé la princesse Isabelle-Alphonsine de Bourbon-Siciles (1904-1985), petite-fille du roi Alphonse XII d'Espagne.